# Bulgarische Telegraphen-Agentur

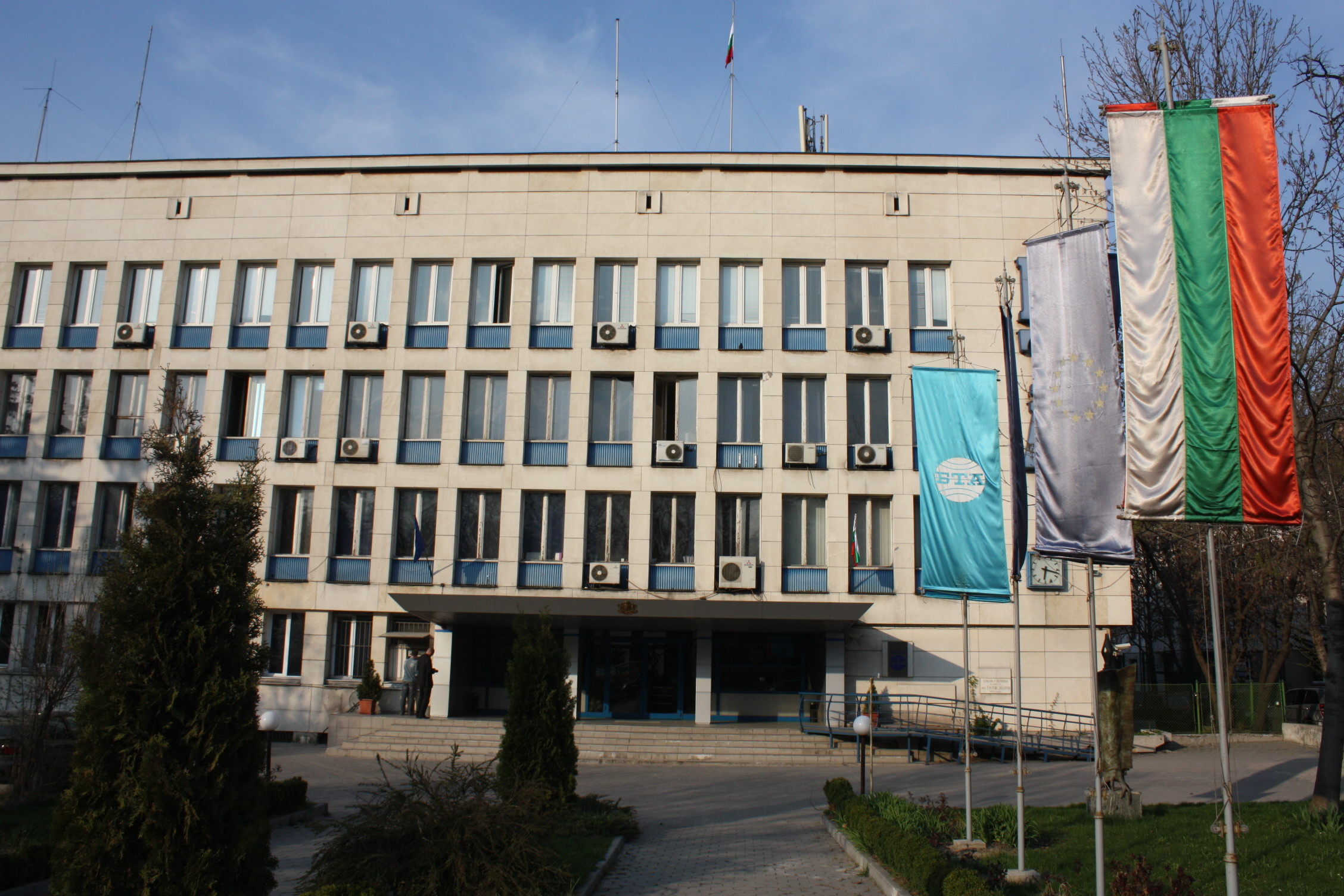
Hauptsitz der BTA am Sofioter Boulevard Zarigradsko Chaussee (2009)

Die Bulgarische Telegraphen-Agentur (bulgarisch Българска телеграфна агенция Balgarska telegrafna agencija, englisch Bulgarian News Agency, selten auch Bulgarische Nachrichtenagentur, kurz BTA) ist die größte und älteste Nachrichtenagentur Bulgariens mit Sitz in der Hauptstadt Sofia. Sie wurde 1898 durch einen Erlass von Fürst Ferdinand I. während der Regierungszeit von Konstantin Stoilow errichtet und veröffentlichte am 16. Februar im selben Jahr ihr erstes Nachrichtenbulletin. Ihr derzeitiger Sitz am Sofioter Boulevard Zarigradsko Chaussee Nr. 49 wurde vom Architekten Ewgeni Sidarow projektiert und 1960 fertiggestellt.
Seit dem Fall des Kommunismus in Bulgarien ist die Tätigkeit der BTA durch ein von der 36. Nationalversammlung am 29. Juni 1994 angenommenes Statut geregelt. Die Agentur ist laut dem Statut „eine autonome nationale Nachrichtenorganisation“, deren Generaldirektor vom Parlament gewählt wird. Die Satzung der Agentur garantiert ihre unabhängige redaktionelle Politik und schützt sie vor jeglicher wirtschaftlicher und politischer Einflussnahme. Dabei bestimmt sie unabhängig und im Einklang mit den Interessen der Gesellschaft und des Staates, in Übereinstimmung mit der Verfassung der Republik Bulgarien und dem Gesetz über BTA den Inhalt ihrer Informationstätigkeit und ist dafür verantwortlich.
Die BTA ist heute eine wichtige Informationsquelle für die bulgarische Print- und elektronischen Medien, die staatlichen Institutionen und Nichtregierungsorganisationen in Bulgarien.
Die BTA gibt mit Daily News heraus, die einzige englischsprachige bulgarische Tageszeitung, sowie den wöchentlichen Bulgarian Economic Outlook, ebenfalls auf Englisch. In bulgarischer Sprache gibt die Agentur das etablierte Wochenmagazin Paraleli, sowie die monatlich erscheinende Kulturmagazine LIK (Literatura, Izkustvo i Kultura) und 100 % heraus.